# Bledi luskinar
Bledi luskinar (znanstveno ime Pholiota lenta) je gliva iz rodu luskinarjev (Pholiota).

## Značilnosti
Klobuk bledega luskinarja je širok od 4 do 7 cm, konveksen in gladek. V vlažnem vremenu je zelo mazav in lepljiv, v mladosti prekrit z drobnimi vlaknastimi luskami, ki so še posebej izrazite v suhem vremenu in postajajo vedno bolj goste proti robu klobuka. Luske niso pritrjene in v starosti odpadejo.
Prevladuje belkasta barva, v sredini je ilovnato oker. Razmeroma mesnat in trd.
Lističi so gosti, najprej belkasti, potem ilovnate barve. Neenakih dolžin, z vmesnimi lističi. So prirasli in se rahlo spuščajo po betu.
Bet je visok od 5 do 8 centimetrov, debel od 0,7 do 1 centimetra, valjast, pri dnu pogosto uvit in rahlo zadebeljen, poln, bel, pri dnu rjavkast ali rumenkast; prekrit z vlaknato belimi luskami, ki v starosti odpadejo. Nima obročka ali ostankov zastirala.
Meso je belkasto in žilavo. V spodnjem delu beta rjavkasto. Brez posebnega vonja, okus pa spominja na redkvico.

## Razširjenost in življenjski prostor
Bledi luskinarji rastejo konec poletja in jeseni v gozdovih na odpadlem listju ali iglicah in ostankih lesa. So razmeroma pogosti in razširjeni po celotni severni polobli.

## Mikroskopske značilnosti
Trosni prah je rjavkast. Trosi so ovalne, fižolaste oblike in merijo 6-7 x 3-4 µm.

## Podobne vrste
- prožni luskinar (Pholiota gummosa)
- ogljeni luskinar (Pholiota carbonaria)

## Uporabnost
Neužiten.

## Galerija slik
- Klobuk, lističi in bet
- Trosi